# Sainte-Marguerite-d’Elle
Sainte-Marguerite-d’Elle település Franciaországban, Calvados megyében. Lakosainak száma 755 fő (2022. január 1.). Sainte-Marguerite-d’Elle Cartigny-l’Épinay, La Folie, Lison, Saint-Martin-de-Blagny, Tournières, Cerisy-la-Forêt, Moon-sur-Elle, Saint-Clair-sur-l’Elle és Saint-Jean-de-Savigny községekkel határos.

## Népesség
A település népessége az elmúlt években az alábbi módon változott:
| Lakosok száma | 890  | 760  | 758  | 756  | 762  | 767  | 767  | 779  | 771  | 755  |
|               | 1968 | 1982 | 1990 | 2006 | 2013 | 2015 | 2017 | 2019 | 2020 | 2022 |